# Sikhote-Aline
Le Sikhote-Aline (en russe : Сихотэ-Алинь, ISO 9 : Sihotè-Alin', du manchou signifiant les « monts du seigneur ») est une cordillère dans les kraïs du Primorié et de Khabarovsk, en Sibérie, s'étendant sur 900 km au nord-est de Vladivostok. Les sommets les plus élevés sont les monts Tordoki Iani (2 077 m) et Ko (2 003 m) dans le kraï de Khabarovsk et le mont Anik (1 933 m) dans le kraï du Primorié.
Le Sikhote-Aline forme une zone tempérée particulière : par exemple, plusieurs espèces typiques de la taïga ou de la toundra, tels le renne et l'ours brun, coexistent avec des espèces ordinairement tropicales, dont le tigre de Sibérie, l'ours noir d'Asie, et la panthère de l'Amour. L'arbre le plus vieux de la région est un if du Japon millénaire.

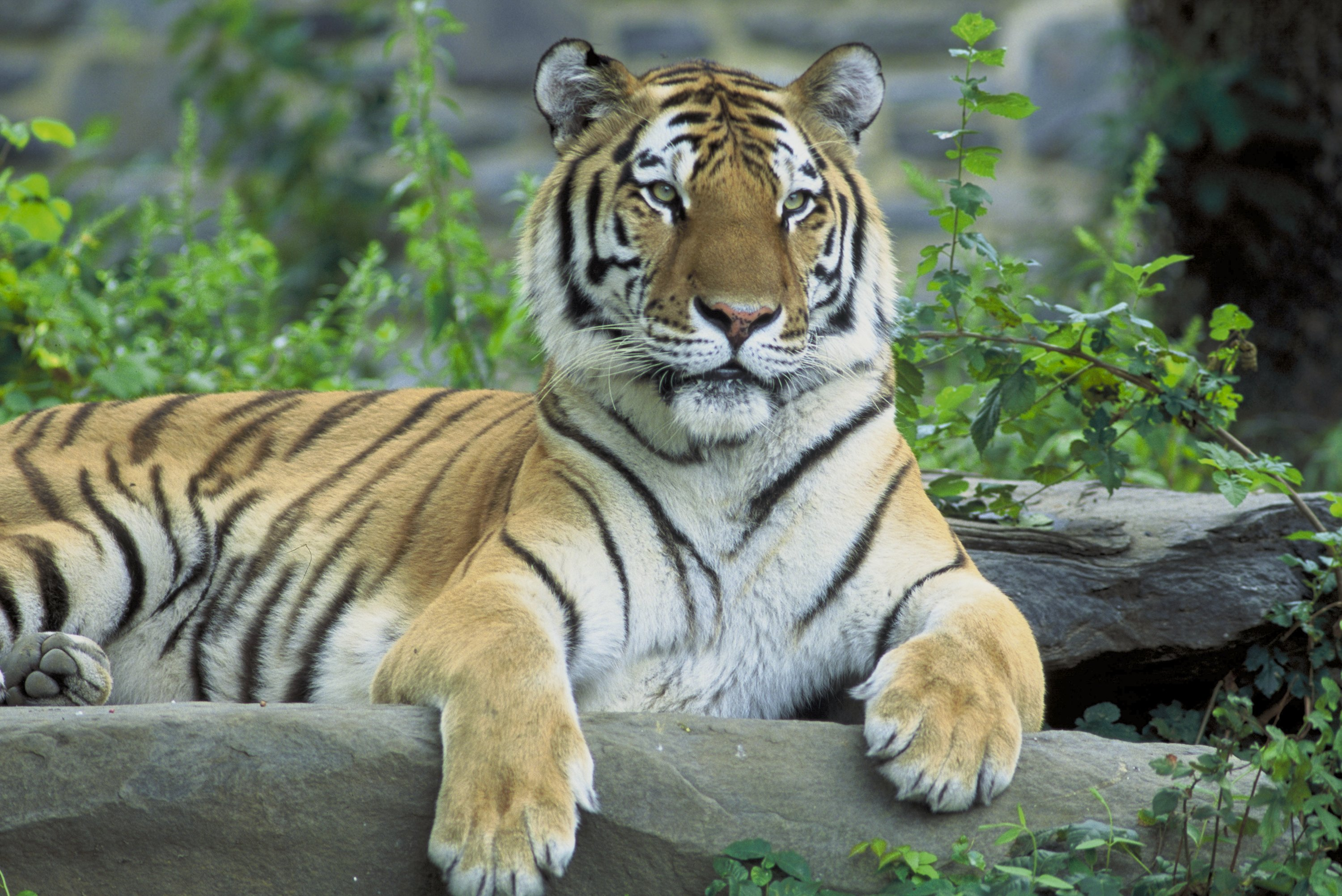
Tigre de Sibérie

## Histoire
Après une première exploration en 1857-1858 par Mikhail Ivanovitch Veneioukov, dans les années 1910 et 1920, la région est intensivement explorée par Vladimir Arseniev, qui décrira ses aventures dans plusieurs livres, notamment Dersou Ouzala.
En 1935, les réserves naturelles de Sikhote-Aline et Lazo ont été créées pour préserver la faune et la flore de la région.
Le 12 février 1947, une météorite est tombée sur la région : la météorite de Sikhote-Aline. L'évaluation de l'énergie dissipée par sa chute pourrait avoir atteint 10 à 20 kt dont la plus grosse partie se serait dissipée dans l'atmosphère. Il en a résulté la formation de dizaines de cratères (le plus grand mesurant 28 mètres de diamètre) et la chute de plus de 100 tonnes de fragments métalliques de tailles diverses. 

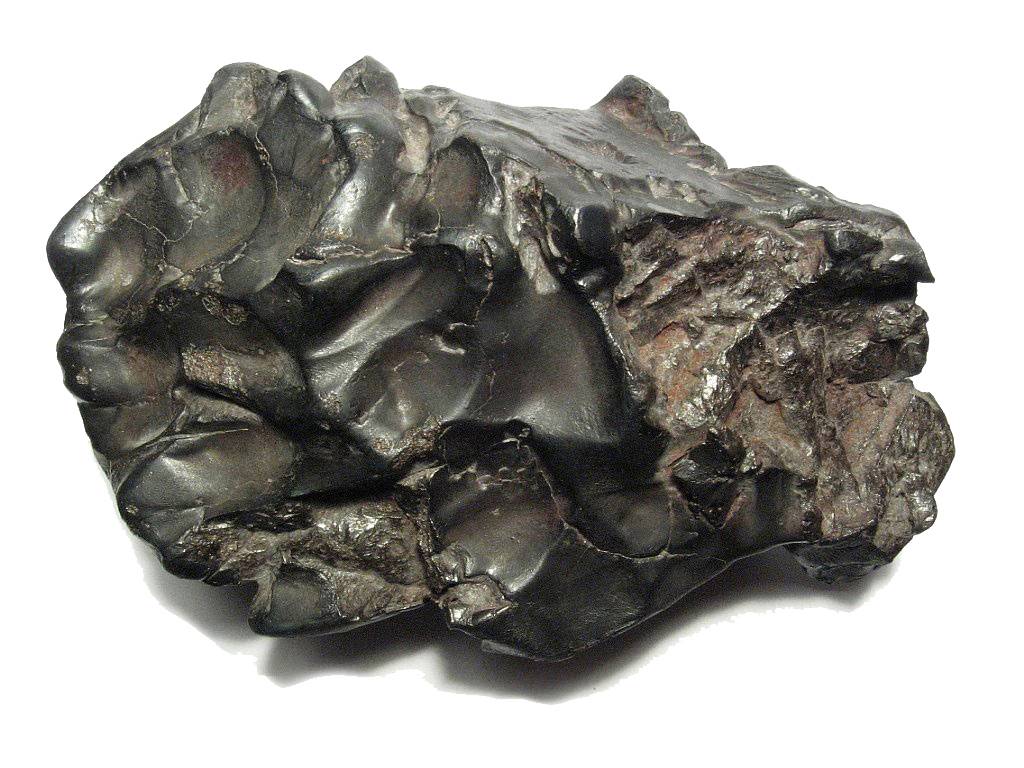
Météorite de Sikhote-Aline (fragment).

Le Sikhote-Aline central est inscrit sur la liste du patrimoine mondial de l'UNESCO depuis 2001 et le site est une réserve de biosphère depuis 1978.